# Thôn Gia Cát

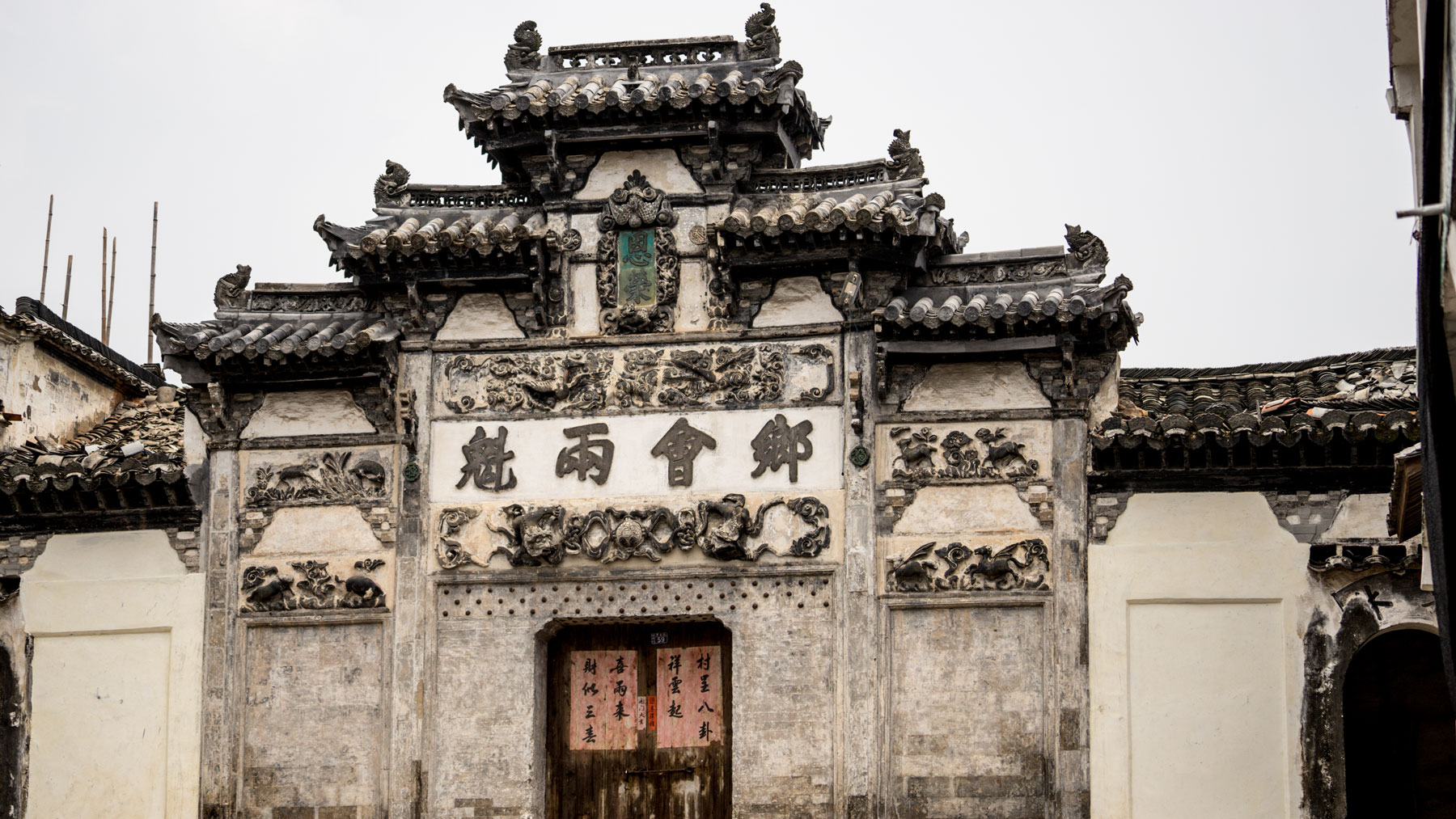

Thôn Gia Cát hay Gia Cát Thôn (phồn thể: 諸葛村; giản thể: 诸葛村; bính âm: Zhūgě Cūn) là một làng có lịch sử lâu đời ở trấn Gia Cát thuộc huyện cấp thị Lan Khê của tỉnh Chiết Giang, Trung Quốc. Ban đầu có tên là Cao Long (高隆), ngôi làng này đã đổi tên thành Gia Cát vào thời Nhà Minh vì trong làng có rất nhiều người mang họ Gia Cát. Dân làng ở đây cho rằng họ chính là con cháu nhiều đời của thừa tướng Gia Cát Lượng nhà Thục Hán (thế kỷ thứ 3). Thôn Gia Cát đã được xếp hạng lịch sử cấp quốc gia từ năm 1996 và rong làng có rất nhiều di tích cổ với tuổi đời lên đến 700 năm.

## Dân cư
Theo điều tra dân số năm 1992 thì Thôn Gia Cát có 890 hộ gia đình với tổng số 2879 nhân khẩu. Theo trang China Today, một phần tư trong tổng số 16.000 con cháu từ đời thứ 46 đến đời thứ 55 của Gia Cát Lượng là người dân của Thôn Gia Cát.

## Kiến trúc
Thôn Gia Cát được xây dựng theo một kiến trúc rất đặc biệt, theo đó các ngôi nhà trong làng được sắp xếp và xây dựng theo hình bát quái trong phong thủy, vì vậy đôi khi làng còn được gọi bằng cái tên Gia Cát Bái Quát Thôn'.. Nhìn chung các ngôi nhà trong thôn được xây cao, vững chãi. Theo dân làng thì kiến trúc đặc biệt này của ngôi làng được một người con cháu nhiều đời của Gia Cát Lượng thời Nam Tống tên là Gia Cát Đại Sư (諸葛大師) khởi xướng thiết kế. .